# Марго-Кантенак
Марго-Кантенак (фр. Margaux-Cantenac) — муніципалітет у Франції, у регіоні Нова Аквітанія, департамент Жиронда. Марго-Кантенак утворено 1 січня 2017 року шляхом злиття муніципалітетів Марго i Кантенак. Адміністративним центром муніципалітету є Марго. Населення — 2831 особа (01.01.2021).